# Àcid hidrazoic
L'àcid hidrazoic, àcid azohídric o nitrur d'hidrogen és un àcid feble i tòxic amb la fórmula química HN₃, que és líquid a temperatura ambient i molt volàtil.

## Aplicacions
En laboratori es fa servir per a la síntesi de les seves sals.

## Història
Va ser aïllat per primera vegada per Theodor Curtius el 1890 (Berichte, 1890, 23, p. 3023).

## Propietats físiques i reactivitat
L'àcid hidrazoic és soluble en aigua, solució és capaç de dissoldre molts metalls (zinc, ferro) amb l'alliberament d'hidrogen i la formació d'azotiurs.
Totes les seves sals són explosives, o es descomponen a altes temperatures, les seves sals i èsters s'anomenen nitrurs.

## Producció
En general es forma aquest àcid per l'acidificació d'una sal química com la de l'aziur sòdic.

## Toxicitat
Té una olor insoportable i produeix un violent mal de cap, és un verí d'efecte acumulatiu.